# Mujezerszkiji járás

A Mujezerszkiji járás Karéliában

A Mujezerszkiji járás (oroszul Муезерский муниципальный район, karjalai nyelven Mujehd’ärven piiri, finn nyelven Mujejärven piiri) Oroszország egyik járása Karéliában. Székhelye Mujezerszkij.

## Népesség
- 2002-ben 16 556 lakosa volt, melyből 9 610 orosz (58%), 2 972 fehérorosz (18%), 2 155 karjalai (13%), 724 ukrán (4,4%), 275 finn, 219 lengyel, 144 csuvas, 115 litván, 63 tatár, 33 moldáv, 31 mordvin, 27 vepsze, 22 azeri, 18 német, 15 örmény.
- 2010-ben 12 236 lakosa volt.